# Ville-sous-la-Ferté
Ville-sous-la-Ferté – miejscowość i gmina we Francji, w regionie Grand Est, w departamencie Aube.
Według danych na rok 1990 gminę zamieszkiwało 1451 osób, a gęstość zaludnienia wynosiła 73 os./km².

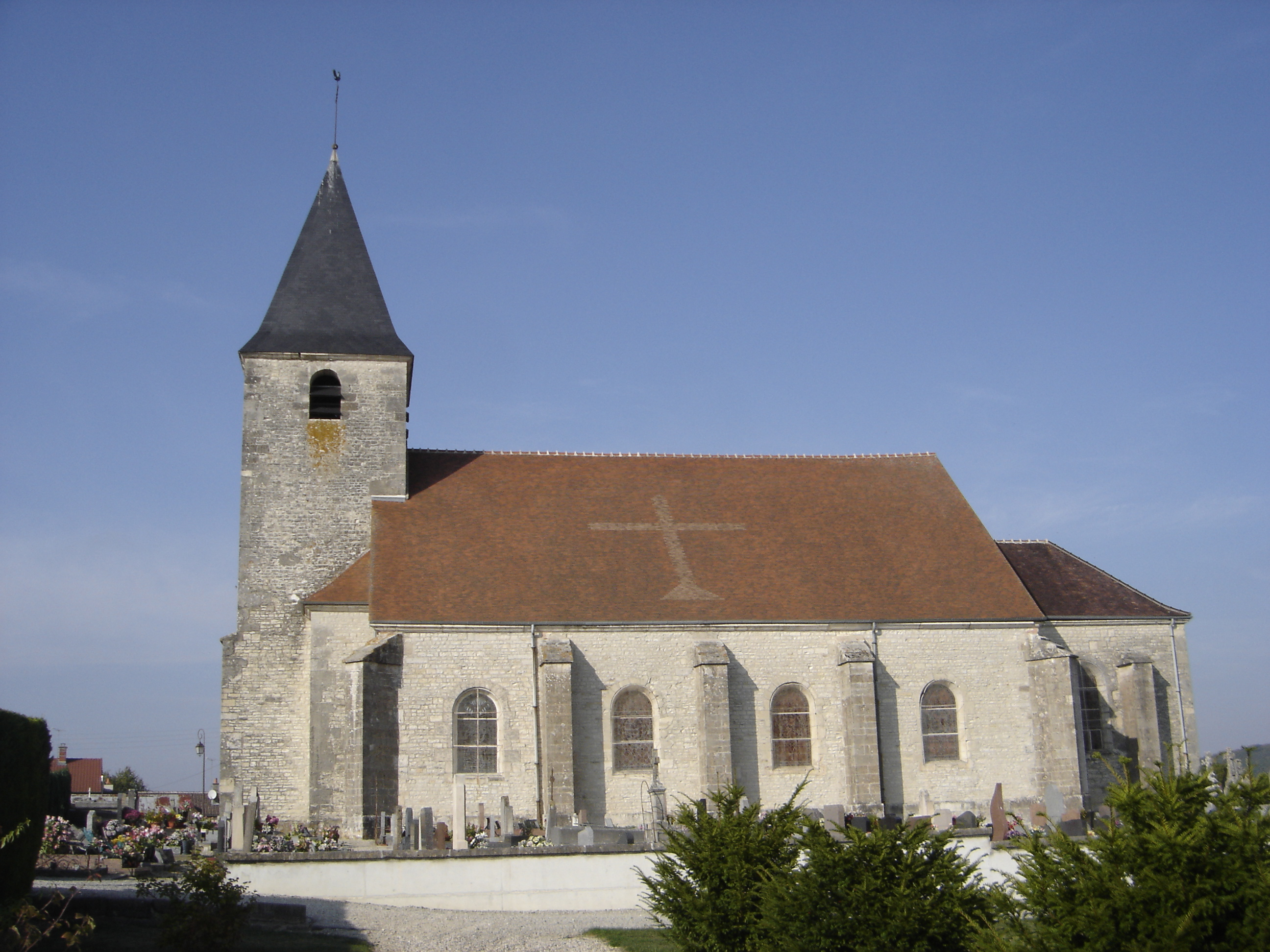
Kościół w Ville-sous-la-Ferté, 2009